# رياضة

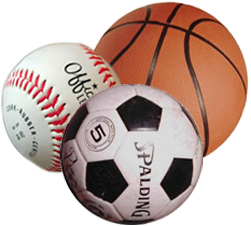

الرياضة هي مجهود جسدي عادي أو مهارة تُمَارَس بموجب قواعد مُتفق عليها بهدف الترفيه أو المنافَسة أو المُتعة أو التميز أو تطوير المهارات أو تقوية الثقة بالنفس أو الجسد. واختلاف الأهداف من حيث اجتماعها أو انفرادها يميز الرياضات، بالإضافة إلى ما يضيفه اللاعبون أو الفِرَق من تأثيرٍ على رياضاتهم.وهي من الأمور المهمة في حياتنا اليومية ويجب أن نجعلها جزء من الروتين اليومي ويرجع ذلك لفوائدها للجسم والصحة النفسية.
التربية البدنية هي الجانب المتكامل من التربية يعمل على تنمية الفرد وتكيفه جسديًّا وعقليًّا واجتماعيًّا ووجدانيًّا عن طريق الأنشطة البدنية المُختارة التي تتناسب مع مرحلة النمو، والتي تُمارس بإشراف قيادةٍ صالحةٍ لتحقيقِ أسمى القيم الإنسانية وبذلك فإن تعبير التربية الرياضية أوسع بكثير وأعمق دلالةً بالنسبة لحياةِ الإنسان من كونه مجرد صحة بدنية أو الثقافة البدنية أو التمرينات والتدريبات البدنية أو الألعاب الرياضية، فهو مجال من مجالات التربية الشاملة التي تشكل التربية الرياضية ميدانا حيا منه مشيرا إلى أن برامجه ليست مجرد تدريبات تُؤَدَّى ولكنها بإشراف قيادةٍ مؤهلة تساعد على جعل حياة الإنسان أكثر ملائمةً لمتطلبات عصره.

## النشأة
تدل الآثار المصرية على أن المصريين القدماء كانوا يمارسون أنواعاً من الرياضة منها المصارعة والرقص، ولا شك أن الرياضة أثبتت نفسها كعامل مهم لتدريب المحاربين. وفي كثير من اللوحات صور لفراعنة مصر وهم يمارسون صيد الأسود والغزلان بالقوس أثناء ركوبهم عرباتهم الحربية.
وتدل آثار العصر اليوناني مثل الملعب الأولمبي باليونان، على أن العديد من الرياضات كانت تنظم لها المسابقات للمشاركين من بين البلاد اليونانية. وقد استوحيت العديد من الرياضات من الأنشطة التي قام بها الإنسان البدائي مثل:
1. مطاردة الفريسة من أجل لقمة العيش فقد استوحي منها رياضة العدو والرماية.
2. القفز لتجاوز الكوارث الطبيعية وقد استوحي منه رياضة القفز.
3. السباحة في البحر، وصيد الأسماك وقد استوحي منها رياضة السباحة.
4. استعمال الخيل للتنقل وقد استوحي منها رياضة سباق الخيل.

وهناك أيضا الرياضات التي كان يمارسها الصينيون منذ آلاف السنين حيث كانوا يلعبون كرة القدم بالحديد.

## الجمال الجسدي

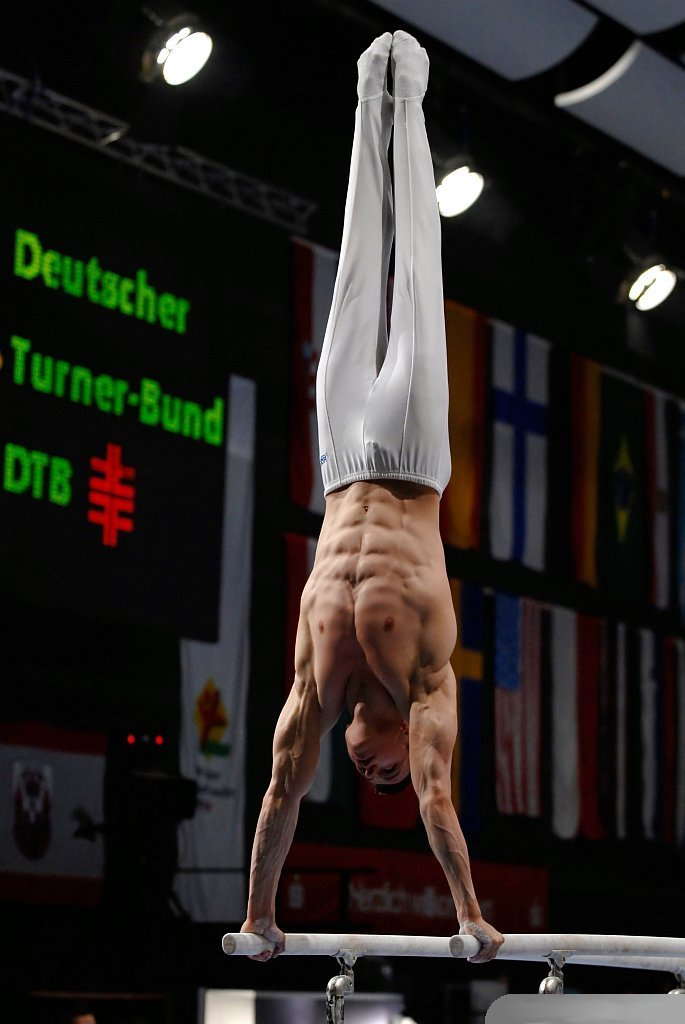
الجمباز

ممارسة أغلب الرياضات تضفي جمالا على الجسم، مثل الجمباز، بناء الأجسام، اليوغا، الفروسية، وأيضا الأداء مثل القفز عاليا فهو ذو جمال شكلي، ويحافظ على الجسد. ومن يزاول الرياضة فهو ليس بحاجة لتخسيس نفسه، فالرياضة تستهلك كل ما يزيد عنده من السعرات الحرارية.

## فوائد الرياضة والحركة
الرياضة تلعب دوراً أساسياً في أي حمية يمكن اتباعها؛ فهي مفيدة للجسم البشري وتؤدي إلى تقليل نسبة الإصابة بمرض السكري وأمراض القلب والشرايين، وتحافظ على الوزن المثالي وعلى ذاكرة أفضل كما أنها تزيد الثقة بالنفس؛ حيث أثبتت دراسة بريطانية أن الرياضة تساعد على إفراز المخ لمواد كيميائية مثل «الاندرفينس» التي تجعل الإنسان يشعر بأنه في حال أفضل. كما أن هناك العديد من ألعاب الرياضة التي تتميز بالتشويق مثل كرة القدم والقفز العالي وسباق الحواجز.
ولممارسة الرياضة لست في حاجة إلى قضاء ساعات في صالة التمارين الرياضية، كل ما تحتاجه هو إضافة القليل من الحركة للروتين اليومي. أثبتت الدراسات الحديثة أن الرياضة البدنية تفيد الجسم كثيراً وتؤدي إلى:
1. التقليل من نسبة الإصابة بمرض السكري
2. تحكم أفضل بنسبة السكر في الدم
3. التقليل من نسبة الإصابة بأمراض القلب والشرايين والكولسترول
4. المحافظة على الوزن
5. التقليل من الإصابة بالبرد
6. ذاكرة أفضل
7. نوم أفضل
8. المحافظة على المفاصل
9. زيادة الثقة بالنفس
10. تحكم أفضل بالضغوطات والتوتر

## التمارين الرياضية
تساعد التمارين الرياضية على التحمل والصبر وذلك عن طريق تدريب الجسم على أن يكون أكثر مرونة ومن هنا نستكشف أن الرياضة تعلم الآتي:
1. الصبر، إذ عندما يخسر الرياضي في مباراة ما فعليه أن يصبر على خسارته فلا يتعدى على منافسه ويسعى إلى الفوز بشرف ونزاهة، فالرياضة لتهذيب النفوس لا لإحراز الكؤوس.
2. ترتبط الرياضة بالاحترام إذ على الرياضي إحترام قواعد اللعبة واحترام منافسه.
3. الرياضة تعلم الفرد التنافس النزيه والتحدي.
4. التعاون وتنمية روح الفريق والعمل الجماعي وهذا عند إقامة مباريات بين فريقين أو عدة فرق.
5. وكذلك تعلم الجرأة والشجاعة، وهذا ما يوجد كثيرًا في الرياضات القتالية كالكونغ فو والكاراتيه إلخ.
6. الرياضة تنمي الثقة بالنفس في الفرد، وتعلمه التركيز.

والعديد من القيم الأخرى التي تساعده على التأقلم في المجتمع؛ لأن الرياضة -كما ذكر سابقا- ليست لإحراز الكؤوس ولكن لتهذيب النفوس.
هناك دراسة بريطانية تقول إن الأطباء يصفون ممارسة التمرينات الرياضية بشكل متزايد كعلاج لأولئك المصابين ببعض الأمراض، وذكرت الدراسة التي أجرتها مؤسسة الصحة العقلية، وشملت 200 طبيب من الذين يندرجون تحت فئة ممارس عام، أن 22 بالمئة منهم يصفون التمارين الرياضية لأولئك الذين يعانون من الاكتئاب المتوسط.
يذكر أن 5 بالمئة فقط من الأطباء كانوا يصفون التمارين الرياضية كعلاج للاكتئاب المتوسط قبل 3 أعوام.
وقالت المؤسسة أنه من المهم ألا يركز الأطباء على وصف العقاقير المضادة للاكتئاب باعتبار أن هناك وسائل أخرى.
وقال البحث إن التمارين الرياضية تساعد الذين يعانون من الاكتئاب من الدرجة المتوسطة لأنها ترفع من تقديرهم لأنفسهم من خلال تحسين صورة أجسادهم أو تحقيق أهدافهم.
كما أن التمارين الرياضية تساعد في إفراز المخ لمواد كيميائية مثل الأندورفين الذي يجعل الإنسان يشعر أنه في حالة أفضل.
وتقول سيليا ريتشاردسون المديرة بمؤسسة الصحة العقلية «إن التمارين الرياضية يمكنها أن تساعد الناس جسديًّا واجتماعيًّا وبيولوجيا».
ووجدت الدراسة أن عدد الأطباء الذين يؤمنون بفوائد العلاج بالتمارين قد ارتفع بدرجة كبيرة جدا، فقبل 3 سنوات كان 41 بالمئة فقط يرون أن التمارين تمثل علاجًا «فعالا أو فعالا للغاية» بالمقارنة بـ 61 بالمئة حاليا.
ويقول أندرو ماكولوج المدير التنفيذي بمؤسسة الصحة العقلية «إن الاكتئاب مرض معقد لذلك يجب أن يكون العلاج متنوعًا وأن تتاح للمرضى فرصة للاختيار». تنشط الرياضة الدورة الدموية للجسم.
تحمي الرياضة الجسم من الأمراض المتنوعة كالسمنة وهشاشة العظام وأمراض القلب والشرايين فالعقل السليم في الجسم السليم.
ومن جانبه، قال البروفيسور «ستيف فيلد» من الكلية الملكية للطب العام «إن هناك وعيًا في الوقت الحالي بين الأطباء لفوائد التمارين وهناك دليل متزايد على فعاليتها، ورد الفعل من جانب المرضى يؤكد على فوائدها الكبيرة».

## الألعاب الرياضية
الأخبار الرياضية ليست مقتصرة على رياضة كرة القدم فقط، بل كل الألعاب الرياضية ويمكن متابعتها في تريند الرياضة.
هناك العديد من الألعاب الرياضية في العالم، وأخرى جديدة تبتدع باستمرار، ومنها: